# Nové Město
Nové Město (in tedesco Neustadtl) è un comune della Repubblica Ceca facente parte del distretto di Hradec Králové, nella regione omonima.